# Grecia en los Juegos Olímpicos de Pyeongchang 2018
Grecia estuvo representada en los Juegos Olímpicos de Pyeongchang 2018 por un total de 4 deportistas que compitieron en 2 deportes. Responsable del equipo olímpico fue el Comité Olímpico Helénico, así como las federaciones deportivas nacionales de cada deporte con participación.
La portadora de la bandera en la ceremonia de apertura fue la esquiadora Sofía Rali. El equipo olímpico griego no obtuvo ninguna medalla en estos Juegos.